# Токаор
Токао́р (исп. tocaor) — гитарист, исполняющий фламенко. Термин происходит от испанского слова tocador («играющий на музыкальном инструменте»), которое в андалусском диалекте произносится как tocaor.
Долгое время фламенко рассматривалось как исключительно танцевальное и певческое искусство, и токаор мог выступать только аккомпаниатором кантаора или байлаора.
Взгляд на инструментальное фламенко изменился благодаря цыганскому токаору из Испании, Рамону Монтойе Саласару-старшему (1880—1949). Благодаря его искусности на гитарное исполнение стали обращать больше внимания. В 1910 году токаор записал первый сольный альбом гитарного фламенко, благодаря которому мир признал возможность самодостаточности этого искусства. Рамон Монтойя стал также основателем традиции сольных выступлений токаоров.

## Гитара фламенка
Для игры токаоры используют особую гитару, которая называется «гитара фламенка» (guitarra flamenca). У неё более узкий корпус (вследствие этого — более приглушенное звучание), костяная накладка на деке для перкуссии ногтями (гольпеадо).

## Известные токаоры
- Рамон Монтойя Саласар-старший
- Анилья де ла Ронда
- Манитас де Плата
- Маноло Санлукар
- Томатито
- Мансанита
- Пако Де Лусия
- Сабикас
- Тони Бальярдо